# سیارک ۱۸۰۰۹
سیارک ۱۸۰۰۹ (به انگلیسی: 18009 Patrickgeer، نامگذاری:1999JP100) هجده هزار و نهمین سیارک کشف شده‌است که در ۱۲ مه ۱۹۹۹ کشف شد.
قدر مطلق سیارک برابر ۲۰.۴ است.